# Biblioteca cantonale
In Svizzera, una biblioteca cantonale raccoglie tutte le pubblicazioni del cantone e tutto ciò che è pubblicato sul cantone indipendentemente dal supporto.
Rispetto a una biblioteca comunale, la biblioteca cantonale ha un ruolo di archivio mentre una biblioteca comunale cerca piuttosto di disporre di informazioni più correnti e attuali.
Tuttavia, i diversi tipi di biblioteche non sono sempre separati; secondo il cantone, la biblioteca cantonale può anche coincidere con la biblioteca universitaria o comunale (per esempio come succede  Ginevra o a Zugo).

## Lista delle biblioteche cantonali della Svizzera
- Argovia – Biblioteca cantonale d'Argovia - Sitweb (tedesco)
- Appenzello Esterno – Biblioteca cantonale di Appenzello Esterno - Sitweb (tedesco)
- Appenzello Interno – Biblioteca cantonale di Appenzello Interno - Sitweb (tedesco)
- Basilea Campagna – Biblioteca cantonale di Basilea Campagna - Sitweb
- Basilea Città – Biblioteca pubblica e universitaria di Basilea Città - Sitweb (tedesco)
- Berna – Biblioteca centrale di Berna - Sitweb (tedesco)
- Friburgo – Biblioteca cantonale e universitaria di Friburgo - Sitweb
- Ginevra – Biblioteca di Ginevra - Sitweb
- Glarona – Biblioteca cantonale di Glarona - Sitweb
- Grigioni – Biblioteca cantonale dei Grigioni - Sitweb (tedesco)
- Giura – Biblioteca cantonale del Giura - Sitweb
- Lucerna – Biblioteca pubblica e universitaria - Sitweb (tedesco)
- Neuchâtel – Biblioteca pubblica e universitaria di Neuchâtel - Sitweb
- Nidvaldo – Biblioteca cantonale di Nidvaldo - Sitweb[collegamento interrotto]
- Obvaldo – Biblioteca cantonale di Obvaldo - Sitweb[collegamento interrotto]
- Sciaffusa – Biblioteca comunale di Sciaffusa - Sitweb (tedesco)
- Svitto – Biblioteca cantonale Svitto - Sitweb (tedesco)
- San Gallo – Biblioteca cantonale di San Gallo - Sitweb (tedesco)
- Soletta – Biblioteca centrale di Soletta - Sitweb (tedesco)
- Ticino – Biblioteca cantonale di Bellinzona - Sitweb; Biblioteca cantonale di Locarno - Sitweb; Biblioteca cantonale di Lugano - Sitweb; Biblioteca cantonale di Mendrisio "La Filanda" - Sitweb
- Turgovia – Biblioteca cantonale di Turgovia - Sitweb (tedesco)
- Uri – Biblioteca cantonale di Uri - Sitweb (Tedesco)
- Vallese – Mediateca Vallese - Sitweb
- Vaud – Biblioteca cantonale e universitaria  - Sitweb
- Zugo – Biblioteca comunale e cantonale di Zugo - Sitweb (tedesco)
- Zurigo – Biblioteca centrale di Zurigo - Sitweb (tedesco)